# 110 (nombre)
Pour les articles homonymes, voir 110 (homonymie).
Le nombre 110 (cent-dix ou cent dix) est l'entier naturel qui suit 109 et qui précède 111.

## En mathématiques
Cent-dix est :
- le nombre sphénique 2 × 5 × 11,
- le nombre oblong 10 × 11,
- en base dix, un nombre Harshad et un auto-nombre,
- le premier nombre en lequel la fonction de Mertens atteint –5.

## Dans d'autres domaines
Cent-dix est :
- le numéro atomique du darmstadtium,
- le dernier numéro du catalogue Messier (M110), désignant la galaxie elliptique NGC 205,
- l'âge auquel Josué est mort, selon la Bible,
- le nombre de fils d'Azgad qui revinrent de Babylone avec Esdras, toujours selon la Bible,
- le numéro de la sourate An-Nasr dans le Coran,
- le numéro du colorant alimentaire de synthèse E110 appelé jaune orangé S,
- le format d'un film photographique introduit par la firme Kodak en 1972,
- le nombre de mètres dans la course du 110 mètres haies en athlétisme,
- une vitesse maximale autorisée sur autoroute par temps de pluie et sur voie express par beau temps en France (en km/h).